# Asura-Kumara
Die Asura-Kumara (sanskrit: „Dämonen-Prinzen“) gehören zu den Bhavanavasin-Göttern des Jainismus.
Sie sind eine von zehn Untergruppen der Bhavanavasin und bewohnen die oberste Region der Unterwelt. Ihre Farbe ist schwarz mit roter Kleidung. Sie bringen Regen und Donner.